# Rudolf Hauschka
Rudolf Hauschka (* 6. November 1891 in Wien; † 28. Dezember 1969 in Boll) war ein österreichischer Chemiker. Er begründete die anthroposophisch ausgerichtete Wala Heilmittel GmbH in Bad Boll und entwickelte einen sog. „rhythmischen“ Herstellungsprozess. Weiterhin war er Autor verschiedener Bücher.

## Biographie und Forschung
Rudolf Hauschka studierte ab 1908 Chemie und Medizin in Wien und München; er promovierte im Juni 1914. Sich selbst bezeichnete er in dieser Zeit als Materialist, der von der Macht der Naturwissenschaft überzeugt ist. Allerdings begegnete er in seiner Studienzeit – durch einen Studienfreund vermittelt – auch der Anthroposophie. Er gehörte zu den Führern der Wandervogel-Bewegung in Österreich. Er nahm als Sanitätsoffizier am Ersten Weltkrieg teil, erlebte in Russland die „Zerstörung von Substanz und Leben“ und sah sich dadurch zunehmend mit existentiellen Fragen konfrontiert, deren Antworten ihm in den Naturwissenschaften fehlten.
Nach Kriegsende war er in leitenden Positionen besonders in der Farbenindustrie tätig. Nach 1926 nahm er an verschiedenen wissenschaftlichen Expeditionen nach Indien und Ägypten teil. Wesentlichstes Projekt war die Unternehmung in Australien und der Südsee zur Gewinnung von Leder aus Haifischen.
Seine Arbeiten gehen auf die von Rudolf Steiner begründete anthroposophische Weltanschauung zurück und berücksichtigen besonders bestimmte rhythmische Prozesse in der Natur. Stark beeinflusst wurde sein Denken aber auch durch die Werke Kervrans und des Barons Albrecht von Herzeele. Hauschka machte sich deren wissenschaftlich nicht anerkannte Theorie der kalten Fusion in lebenden Organismen zu eigen.
Hauschka gründete 1935 das erste WALA Laboratorium in der Nähe von Ludwigsburg sowie 1953 zusammen mit anderen Gesellschaftern die WALA-Heilmittellaboratorium Dr. R. Hauschka OHG. 1942 heiratete er in Wien die anthroposophische Ärztin Margarethe Stavenhagen, der er 1929 im Klinisch-therapeutischen Institut von Ita Wegman in Arlesheim erstmals begegnet war. Während des Krieges wurde er als Anthroposoph von der Gestapo verfolgt, kam in ein Gefängnis und wurde schließlich an seinem Geburtsort Wien unter "Polizeischutz" gestellt.
Auf der Suche nach einem bleibenden Standort zog er 1950 in ein heilpädagogisches Heim nach Eckwälden bei Bad Boll. Hier konnte er endlich Fuß fassen und den stetigen Ausbau des Unternehmens bis zu seinem Tode 1969 vorantreiben.

## Werke
- Substanzlehre. Zum Verständnis der Physik, der Chemie und therapeutischer Wirkungen der Stoffe. Klostermann, Frankfurt am Main 1942; 12. A. 2007, ISBN 3-465-03518-6.
- Ernährungslehre. Zum Verständnis der Physiologie der Verdauung und der ponderablen und imponderablen Qualitäten der Nahrungsstoffe. Mit einem Anhang von Dr. med. Grethe Hauschka: Praktische Diäthinweise für Gesunde und Kranke. Klostermann, Frankfurt am Main 1951; 10. A. 1999, ISBN 3-465-03021-4.
- Heilmittellehre. Ein Beitrag zu einer zeitgemäßen Heilmittelerkenntnis. Unter Mitwirkung von Dr. med. Margarethe Hauschka. Klostermann, Frankfurt am Main 1965; 6. A. 2004, ISBN 3-465-03328-0.
- Wetterleuchten einer Zeitenwende. Lebenserinnerung eines Naturforschers. Klostermann, Frankfurt am Main 1966
  - überarbeitete Taschenbuchausgabe: Verlag Natur–Mensch–Medizin, Bad Boll 1997; 2. unv. A. 2007, ISBN 3-928914-07-3.